# Verbum nobile
Verbum nobile (La Parole de gentilhomme) est un opéra-comique en un acte de Stanisław Moniuszko sur un livret de Jan Chęciński (pl), créé le 1er janvier 1861 au Grand Théâtre de Varsovie. 

## Rôles
| Rôle                                     | Type de voix  | Distribution de la création, 1861   |
| ---------------------------------------- | ------------- | ----------------------------------- |
| Serwacy Łagoda                           | basse         | Wilhelm Troschel                    |
| Zuzia, sa fille                          | soprano       | Bronisława Dowiadowska-Klimowiczowa |
| Marcin Pakuła                            | baryton       | Ján Koehler                         |
| Stanisław / Michał                       | baryton       | Adam Ziółkowski                     |
| Bartłomiej, vieux serviteur de Stanisław | baryton-basse | Adolf Kozieradzki                   |

## Argument
Zuzia Łagoda et Michał Pakuła sont promis l'un à l'autre depuis l'enfance par leurs pères respectifs, sans qu'ils se soient jamais rencontrés ; tout allait bon train, n'était sa rencontre à la ville avec le jeune Stanisław, les deux tombant amoureux. Le père de Zuzia, pan Serwacy, use alors de son autorité en leur rappelant le "verbum nobile" (parole de Gentilhomme) qu'il a juré avec son ami pan Marcin, à savoir la promesse de mariage susnommée, ignorant avoir affaire à son véritable gendre sous pseudonyme.

## Enregistrements
- Opéra de Poznań dirigé par Robert Satanowski, MUSA PND 247 (1993)
- Verbum Nobile Aleksander Teliga, Leszek Skrla, Aleksandra Buczek, Michał Partyka, Janusz Lewandowski, Orkiestra Opery na Zamku, Warcislaw Kunc. Dux 2013